# ثوابي بني موانس (أسلم)

تعديل مصدري - تعديل

ثوابي بني موانس هي إحدى قرى عزلة أسلم اليمن بمديرية أسلم التابعة لمحافظة حجة، بلغ تعداد سكانها 127 نسمة حسب تعداد اليمن لعام 2004.